# Шёнеккен
Шёнеккен (нем. Schönecken) — община в Германии, в земле Рейнланд-Пфальц. 
Входит в состав района Айфель-Битбург-Прюм. Подчиняется управлению Прюм.  Население составляет 1493 человека (на 31 декабря 2010 года). Занимает площадь 13,35 км².